# Prasonica opaciceps
Prasonica opaciceps là một loài nhện trong họ Araneidae.
Loài này thuộc chi Prasonica. Prasonica opaciceps được Eugène Simon miêu tả năm 1895.